# Rosebud (pel·lícula)
Rosebud és una pel·lícula dels Estats Units d'Otto Preminger estrenada el 1975. Ha estat doblada al català.

## Argument
Larry Martin (Peter O'Toole) és un periodista de Newsweek que treballa secretament per a la CIA. És encarregat obtenir l'alliberament d'ostatges al iot Rosebud .

## Repartiment
- Peter O'Toole: Larry Martin
- Richard Attenborough: Edward Sloat
- Cliff Gorman
- Claude Dauphin
- Kim Cattrall: Joyce
- Peter Lawford
- Isabelle Huppert: Helene Nicolaos
- Jean Martin
- Georges Beller: Patrice
- Patrice Melennec: Un periodista